# Hausham

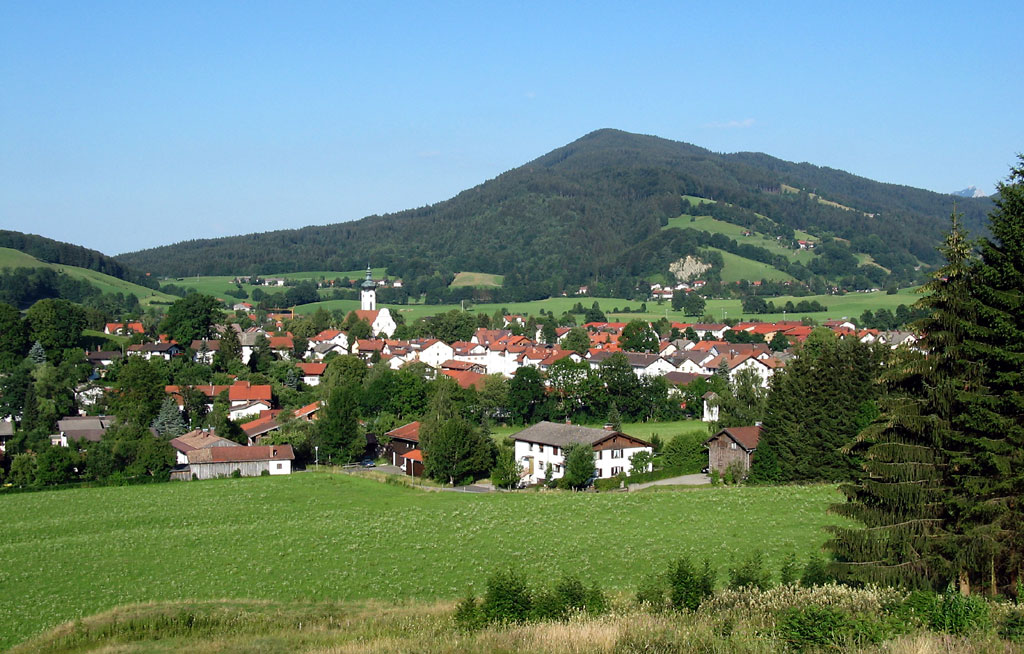
Hausham

Hausham este o comună din landul Bavaria, Germania.